# 6641 Bobross
6641 Bobross è un asteroide della fascia principale. Scoperto nel 1990, presenta un'orbita caratterizzata da un semiasse maggiore pari a 2,7782317 UA e da un'eccentricità di 0,1884178, inclinata di 4,87858° rispetto all'eclittica.